# Kefar Warburg
Kefar Warburg (hebr.: כפר ורבורג) – moszaw położony w samorządzie regionu Be’er Towijja, w Dystrykcie Południowym, w Izraelu.
Leży w południowej części Szefeli, w otoczeniu miasta Kirjat Malachi, moszawów Be’er Towijja, Awigedor, Szafir, Massu’ot Jicchak i Giwati.

## Historia
Moszaw został założony 31 października 1939 przez członków żydowskiej organizacji Menachem. Osadę nazwano na cześć Felixa M. Warburga (1871-1937), jednego z przywódców społeczności żydowskiej w Stanach Zjednoczonych oraz założyciela American Jewish Joint Distribution Committee.
Podczas wojny domowej w Mandacie Palestyny, 21 marca 1948 Arabowie zaatakowali żydowski konwój z zaopatrzeniem, który wyjechał z Kefar Warburg do pobliskiej osady Niccanim. W wyniku kilkugodzinnej bitwy zginęło 4 Izraelczyków i co najmniej 10 arabskich napastników. Podczas wojny o niepodległość w 1948 na wzgórzu położonym kilka kilometrów od Kefar Warburg ufortyfikowała się grupa izraelskich żołnierzy. Ich pozycje były atakowane przez egipską artylerię, czołgi i piechotę. Podczas walki Żydzi ponieśli ciężkie straty. Polegli są pochowani na lokalnym wojskowym cmentarzu. Wydarzenia te są również upamiętnione pomnikiem.

## Edukacja
Z uczelni religijnych znajduje się tutaj Chabad Kfar Warburg.

## Gospodarka
Gospodarka moszawu opiera się na intensywnym rolnictwie, sadownictwie, uprawach warzyw i kwiatów, oraz hodowli drobiu i bydła.

## Osoby związane z moszawem
- Jigga’el Hurwic (1918-1994) – minister finansów, który mieszkał i jest pochowany w moszawie.

## Komunikacja
Z moszawu wychodzi lokalna droga, którą jadąc w kierunku południowo-wschodnim dojeżdża się do skrzyżowania z drogą ekspresową nr 3  (Aszkelon-Modi’in-Makkabbim-Re’ut). Lokalna droga prowadząca na północny wschód prowadzi do miasta Kirjat Malachi i moszawu Be’er Towijja.